# 549 a.C.
Séculos: (Século VII a.C. - Século VI a.C. - Século V a.C.)
554 a.C. - 553 a.C. - 552 a.C. - 551 a.C. - 550 a.C. - 549 a.C. - 548 a.C. - 547 a.C. - 546 a.C. - 545 a.C. - 544 a.C. - 543 a.C. - 542 a.C. - 541 a.C. - 540 a.C. - 539 a.C.

## Eventos
- Tomada de Ecbátana, capital de Astíages pelo xá aquemênida Ciro II.
- Final do reinado do Imperador Suizei (綏靖天皇, Suizei-tennō?), 2º Imperador do Japão
- Inicio do reinado do Imperador An'nei (安寧天皇, Annei-tennō?), 3º Imperador do Japão

## Nascimentos
- Dario I